# کبوتردره
کبوتردره، روستایی از توابع بخش مرکزی شهرستان فیروزکوه در استان تهران ایران است.

## زبان
مردم این روستا به زبان مازندرانی صحبت می کنند.

## جمعیت
این روستا در دهستان حبلرود قرار دارد و براساس سرشماری مرکز آمار ایران در سال ۱۳۸۵، جمعیت آن ۱۷۴ نفر (۵۰خانوار) بوده‌است.
بنای تاریخی کبوتر دره مربوط به دوره سلجوقیان در نزدیکی این روستا واقع شده است